# Pyrrhopyge frona
Espèce
Pyrrhopyge frona est une espèce de lépidoptères (papillons) de la famille des Hesperiidae, de la sous-famille des Pyrginae, de la tribu des Pyrrhopygini et du genre Pyrrhopyge.

## Dénomination
Pyrrhopyge frona a été nommé par William Harry Evans en 1951.

### Nom vernaculaire
Pyrrhopyge frona se nomme Inca Firetip en anglais.

## Description
Pyrrhopyge frona est un papillon dont la femelle a une envergure d'environ 67 mm, au corps trapu gris bleu avec les côtés du thorax rouge et l'extrémité de l'abdomen orange.
Les ailes sont de couleur bleu ardoise.

## Écologie et distribution
Pyrrhopyge frona est présent au Pérou et en Équateur,.

### Protection
Pas de statut de protection particulier.